# Emera (Unternehmen)
Emera ist ein kanadischer Versorger mit Sitz in Halifax.
Das Unternehmen erzielt über die Hälfte seines Umsatzes in Florida, wo es über seine Tochtergesellschaften Tampa Electric und Peoples Gas aktiv ist.
Das Unternehmen wurde 1998 als eine Holding-Gesellschaft für den Versorger Nova Scotia Power gegründet, der zu dieser Zeit privatisiert wurde. Aufgrund der Vergangenheit als staatliches Unternehmen gelten weiterhin Restriktionen zum Schutz vor ausländischen Übernahmen. Hierdurch kann kein ausländischer Aktionär über mehr als 15 % der Anteile an der Gesellschaft verfügen. Vor einer Lockerung der Regelung mussten mindestens 75 % der Aktien durch Kanadier gehalten werden.